# Dido Havenaar
Dido Havenaar (* 26. September 1957 in Hazerswoude-Dorp) ist ein ehemaliger japanischer Fußballtorwart  und heutiger Fußballtrainer niederländischer Herkunft. Seine Söhne Mike und Nikki sind ebenfalls professionelle Fußballspieler.

## Karriere

### Als Spieler
Dido Havenaar begann seine Karriere bei ADO Den Haag. Danach spielte er in Japan bei Mazda FC, Yomiuri FC, Nagoya Grampus, Júbilo Iwata und Consadole Sapporo. Im Jahr 1994 erhielten Dido Havenaar und seine Familie die japanische Staatsbürgerschaft.

### Als Trainer
Nachdem er bereits während seiner aktiven Zeit in Japan meist für das Torwarttraining seiner Mannschaft verantwortlich war, übernahm Dido Havenaar nach dem Ende seiner Spielerkarriere bei Consadole Sapporo und den Yokohama F. Marinos die Aufgabe des Torwarttrainers. 2008 wurde er bei Nagoya Grampus Co-Trainer von Dragan Stojković. Im September 2011 wechselte er zu Shimizu S-Pulse, wo er Co-Trainer von Afschin Ghotbi wurde. Im Jahr 2013 wechselte er nach Südkorea zu Suwon Samsung Bluewings, um dort wieder als Torwarttrainer zu arbeiten. Dort war er zwei Jahre aktiv und ist seitdem ohne neue Tätigkeit.